# Аеропорт Шереметьєво-Північне
55°58′56″ пн. ш. 37°24′50″ сх. д. / 55.982319° пн. ш. 37.413809° сх. д.
Аеропорт Шереметьєво-Північне (рос. Аэропорт Шереметьево-Северное) — зупинний пункт Савеловського напрямку Московської залізниці. 
Є тупиком на відгалуженні від головного ходу Лобня - Аеропорт Шереметьєво. 
Платформа знаходиться в межах станції Аеропорт Шереметьєво, у її північному парку.

## Опис
10 червня 2008 року було розпочато пряме пасажирське сполучення поїздів «Аероекспрес» між Москва-Бутирська та аеропортом Шереметьєво. 
Було спеціально побудовано відгалуження від основної лінії Савеловського напрямку та залізнична станція Аеропорт Шереметьєво в аеропорту, що знаходиться в південному комплексі біля термінала Е.
З травня 2018 року трансфер між терміналом B та терміналами D, E та F здійснюється через міжтермінальний перехід поїздами підземної автоматичної лінії (автоматизована система перевезення пасажирів у Шереметьєво) 
.
З 1 червня 2022 для пасажирів працює Північний термінал «Аероекспрес» поряд з терміналами B і C аеропорту Шереметьєво 
.
Зупинний пункт має три колії та дві платформи 
.

## Сервіс
| Попередня станція | Лінія | Лінія                    | Лінія | Наступна станція |
| ----------------- | ----- | ------------------------ | ----- | ---------------- |
| Лобня             |       | Савеловський напрямок МЗ |       | Кінцева          |